# Museo della radio
Il Museo della Radio è dedicato alla storia della radiocomunicazione e a tutti gli apparati audio e video ad essa legati. Nell'inventario figurano a fine 2024 oltre 1600 oggetti.

## Nascita
I primi passi per la realizzazione del museo avvengono nel 2000 quando l'Azienda federale svizzera delle Poste Telefoni e Telegrafi, (PTT), viene trasformata, 1998, in Swisscom SA, (Società Anonima). In tale occasione alcuni collaboratori dell'allora Divisione Radiocom di Telecom PTT, unità responsabile di tutti gli impianti di radiocomunicazione del Cantone Ticino e del Grigioni italiano, pensionati o in procinto di diventarlo, aderiscono all'idea di iniziare un museo.
Il 18 aprile del 2001 viene fondata l’Associazione Museo della Radio, AMRA, con uno statuto proprio al fine di mantenere e sostenere il museo, la cui assemblea generale ordinaria è convocata ogni anno in aprile.

## Collocazione
Detto e fatto nasce il museo situato sul Monte Ceneri dove il 18 aprile 1933 venne inaugurata la "Stazione radio nazionale onde medie del Monte Ceneri", primo impianto radiofonico del Cantone Ticino, che oggi fa parte dei Beni Culturali dello stesso. I programmi radiofonici della Radio della Svizzera Italiana, RSI, erano iniziati un anno prima, 1932, e venivano trasmessi sul radiotelefono, ribattezzato più tardi filodiffusione, servizio sospeso nel 1997. Lo studio radio era situato nei pressi di Lugano in Svizzera.
Radio Monte Ceneri fu un importante punto di riferimento durante la seconda guerra mondiale, (1939-1945), poiché rappresentava l'unica voce libera di lingua italiana. Per la sua collocazione sul Monte Ceneri essa raggiungeva infatti ampie zone del Piemonte e della Lombardia nella vicina Italia.

## Gestione attuale
Il museo è ideato e gestito dall'Associazione Museo della Radio (AMRA). Il Comitato si occupa del mantenimento e del funzionamento degli apparecchi e conduce le visite dei gruppi..

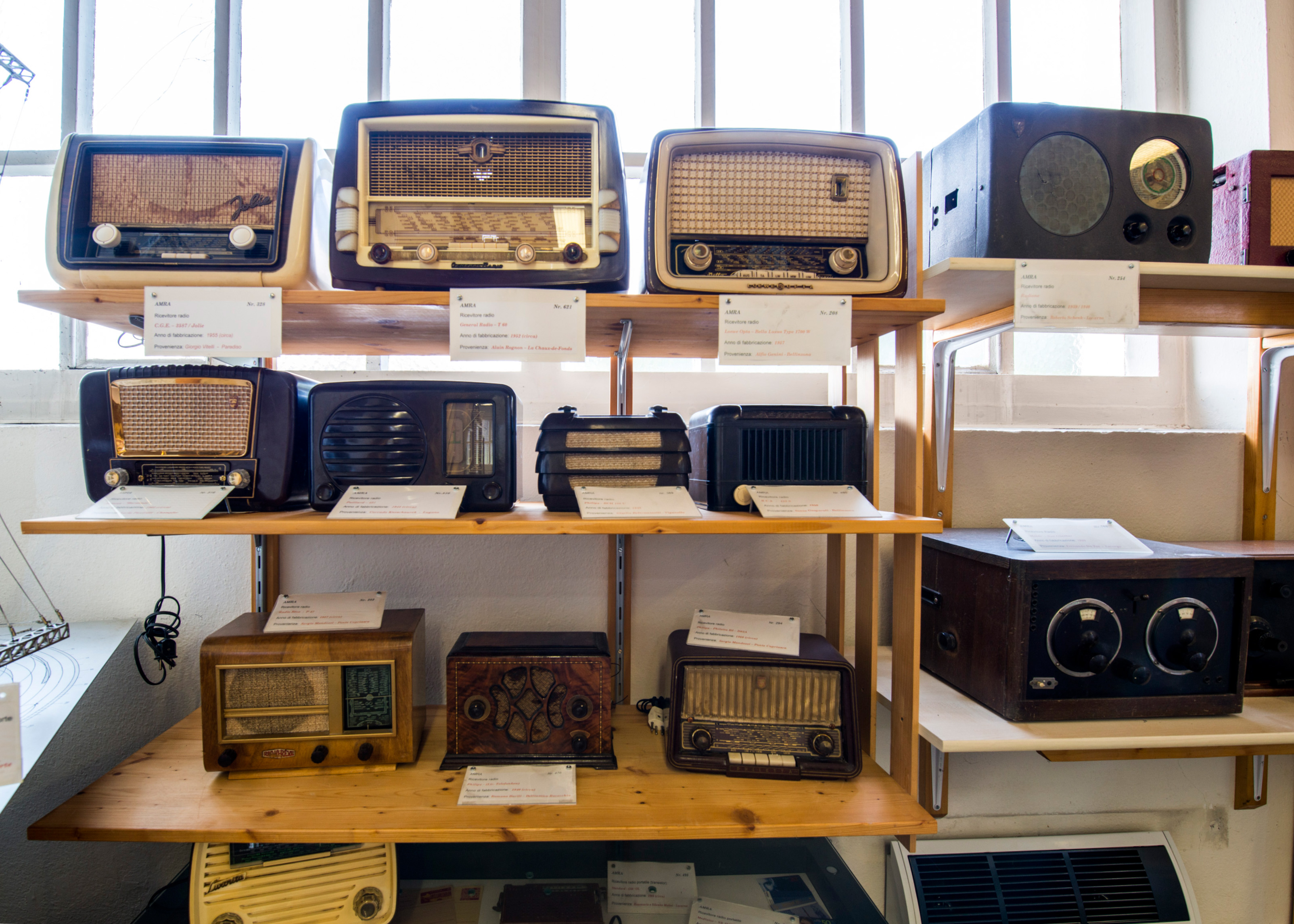
Alcune radio esposte nel museo.

Il museo illustra l'evoluzione della radio fino ad oggi, con alcune particolarità che riguardano il territorio ticinese. La collezione comprende impianti originali di radiotrasmissione, apparecchi di produzione sonora, vecchi televisori, ricevitori radio, registratori magnetici a filo e a nastro, parti di trasmettitori, apparecchi di misura, valvole elettroniche, telefonini. Onde salvaguardarne l'originalità, non tutti i pezzi sono funzionanti ed Enrico Sulmoni – socio dell'Associazione Museo della Radio e appassionato di scienza e tecnologia – ha ricostruito le apparecchiature usate da Guglielmo Marconi e da Thomas Edison per i loro esperimenti. Il museo permette ai visitatori di farsi un'idea sul miracolo della trasmissione senza filo (concetto di Rundfunk), partendo dalla radiotelegrafia per passare alla radiofonia, giungere fino alla televisione, alla conquista dello spazio, alle applicazioni in medicina, alla telefonia mobile e altro.
Per approfondire i temi, il museo dispone anche di una raccolta di documenti e una biblioteca specialistica sulla tecnica della radiocomunicazione e la sua storia